# Friedrich Morgenschweis
Friedrich Morgenschweis, auch Fritz Morgenschweis (* 13. April 1920 in Rosenberg, heute Teil von Sulzbach-Rosenberg; † 10. Juli 1998 in Regensburg) war ein deutscher römisch-katholischer Priester und Mundartdichter;  von 1990 bis 1993 war er Mitglied im Bayerischen Senat.

## Leben
Morgenschweis legte auf dem Alten Gymnasium am Ägidienplatz in Regensburg, der Vorläuferschule des Albertus-Magnus-Gymnasiums, sein Abitur ab. Nach einer Zeit im Arbeitsdienst und im Militär studierte er Philosophie und Theologie an der Philosophisch-theologischen Hochschule Regensburg. 1949 folgte seine Priesterweihe in Regensburg. Er war Kaplan in Marktredwitz, Benefiziat in Sulzbach-Rosenberg und Arbeiter- und Betriebsseelsorger der Diözese Regensburg. 1969 wurde er zum Ordinariatsrat ernannt, 1972 zum Domkapitular. Von 1972 bis 1990 war er Generalvikar, von 1977 bis 1990 Domdekan und Vertreter des Bischofs als Firmungsspender. Zudem war er Diözesanpräses der Katholischen Arbeitnehmer-Bewegung und beteiligte sich am Aufbau der Betriebs- und Gastarbeiterseelsorge. 1963 wurde er zum päpstlichen Geheimkämmerer ernannt, 1985 zum Apostolischen Protonotar.
Morgenschweis war auch Mundartdichter.

## Werke (Auswahl)
- Altbayerisches Marienlob in der Ruine von Obermünster zu Regensburg (1992)
- Haltezeichen. Gedanken zu Brevierpsalmen (1992)
- Das wollte ich noch sagen. Briefe ins Gestern (1993)